# 桑达瑞亚·芮晶娜侃
桑达瑞亚·芮晶娜侃（英語：Sondarya Rajinikanth，1984年9月20日—）是印度平面设计师，制片人和导演，主要从事泰米尔语电影。她是Ocher Picture製作公司创始人和所有者。桑达瑞亚的职业生涯始于电影平面设计。她设计了父亲拉吉尼坎特所主演的一些电影的片头。她在2010年电影《Goa》的担任制片人，并在2014年电影《Kochadaiyaan》首次以导演的身份亮相。

## 职业生涯
她的童年教育在金奈維拉契裡（Velachery）的阿什拉姆預科高中（Ashram Matriculation Higher Secondary School）完成。
2007年，Ocher工作室与华纳兄弟签署合作制作和发行泰米尔语电影的协议。她的导演处女作应该是《Sultan: The Warrior》，这是一部以她父亲拉吉尼坎特为主角的3D动画电影。尽管有大量的前期宣传，包括预告片和交互式网站，但这部电影最终被放弃。相反她导演了印度第一部动作捕捉电影《Kochadaiiyaan》，由拉吉尼坎特担任主角。通过执导电影《Kochadaiiyaan》，她成为首位在劇情片中指导自己父亲的印度女性。2014年在新德里电视台年度印度人物奖（NDTV Indian of the Year）上，她因“电影技术创新”而获奖。她的下部导演作品是用泰米尔语和泰盧固語拍摄的《Velaiilla Pattadhari 2》。

## 私生活
她是演员拉吉尼坎特和妻子拉莎（Latha）的小女儿。她的姐姐叫艾西瓦婭 R. 丹努什（Aishwarya R. Dhanush）。2010年9月3日在金奈的Rani Meyyammai Hall与实业家阿什温·瑞姆库马尔（Ashwin Ramkumar）结婚。2015年5月6日他们的儿子韦德（Ved）出生。2016年9月她透露因和丈夫不可调和的分歧，经双方同意提出离婚。2017年7月两人正式离婚。2019年2月11日她在金奈的里拉宫（Leela Palace）与演员兼商人的维沙根·凡南加穆迪（Vishagan Vanangamudi）结婚。

## 作品列表
| 年份 | 片名                   | 备注                           | Ref |
| ---- | ---------------------- | ------------------------------ | --- |
| 1999 | Padayappa              | 平面设计(Title sketch only)    |     |
| 2002 | Baba                   | 平面设计(Title sequence only)  |     |
| 2005 | Chandramukhi           | 平面设计 (Title sequence only) |     |
| 2005 | Anbe Aaruyire          | 平面设计                       |     |
| 2005 | Sivakasi               | 平面设计                       |     |
| 2005 | Majaa                  | 平面设计                       |     |
| 2005 | Sandakozhi             | 平面设计                       |     |
| 2007 | Chennai 600028         | 平面设计                       |     |
| 2007 | Sivaji                 | 平面设计(Title sequence only)  |     |
| 2010 | Goa                    | 制片人                         |     |
| 2014 | Kochadaiiyaan          | 导演、平面设计                 |     |
| 2017 | Velaiilla Pattadhari 2 | 导演                           |     |
| 2019 | Ponniyin Selvan        | 制片人                         |     |